# سکرند

سکرند (به انگلیسی: Sakrand) یک شهر در پاکستان است که در ناحیه شهید بینظیرآباد واقع شده‌است. سکرند ۲۵ متر بالاتر از سطح دریا واقع شده‌است.